# David Ogilvy, IX conte di Airlie
David Ogilvy, IX conte di Airlie (16 dicembre 1785 – Città di Westminster, 20 agosto 1849), è stato un nobile e ufficiale scozzese.

## Biografia
Era il più giovane figlio di Walter Ogilvy, VIII conte di Airlie, e di sua moglie, Jean Ogilvy. Nel 1798 i suoi genitori divorziarono.
Il 26 maggio 1826 succedette al titolo di conte di Airlie, dopo che gli onori vennero restaurati da una legge del Parlamento.
Raggiunse il grado di capitano del 42º reggimento di fanteria. Ricoprì la carica di Lord luogotenente di Angus, che a quel tempo era conosciuta come Forfarshire.
Morì il 20 agosto 1849, all'età di 63 anni, a Regent Street, Londra.

## Vita privata

### Primo Matrimonio
Sposò, il 7 ottobre 1812, Clementina Drummond (?-1º settembre 1835), figlia di Gavin Drummond e Clementina Graham. Ebbero sei figli:
- Lady Clementina (?-16 ottobre 1848), sposò James Rait, non ebbero figli;
- Lady Jean (27 febbraio 1818-4 marzo 1902), sposò John Arbuthnott, IX visconte d'Arbuthnott, ebbero quattro figli;
- Walter (21 settembre 1823-27 marzo 1824);
- David Ogilvy, X conte di Airlie (4 maggio 1826-25 settembre 1881);
- Lady Mary Anne (1827);
- Lady Helen Susanne Catherine Gertrude (1828-26 aprile 1862), sposò George Pepper-Stavely, non ebbero figli.

### Secondo Matrimonio
Sposò, il 15 novembre 1838, Margaret Bruce (?-17 giugno 1845), figlia di William Bruce. Ebbero quattro figli:
- William Henry (26 febbraio 1840-1912), sposò Sarah Boyder, non ebbero figli;
- James (1º dicembre 1841-15 maggio 1888);
- John (17 giugno 1845-1904);
- Donald (17 giugno 1845-16 dicembre 1890).